# Хоффманн, Мелани
Ме́лани Хо́ффманн (нем. Melanie Hoffmann, род. 29 ноября 1974, Хан, Северный Рейн-Вестфалия) — немецкая футболистка, выступавшая на позиции полузащитника. Выступала за сборную Германии. Серебряный призёр чемпионата мира (1995), чемпион Европы (1997), бронзовый призёр летних Олимпийских игр (2000).

## Карьера

### Клубная
Мелани Хоффманн выступала за юношеские команды «Гаратер», «Ксантен», «Фортуна (Дюссельдорф)». В начале 90-х перешла в ЖФК «Дуйсбург», а в 1994 году — вошла в состав футбольного клуба «Румельн-Кальденхаузен» (позднее переименованного в «Дуйсбург 2001»). Завершила профессиональную карьеру игрока 30 июня 2013 года в футбольной команде «Эссен-Шёнебек», за которую выступала с 2005 года.

### В сборной
23 мая 1995 года дебютировала в составе основной национальной сборной в матче против Швейцарии. Первый гол забила 25 июня 1998 года в ворота сборной США.

#### Голы за сборную
| Голы Мелани Хоффманн за сборную Германии | Голы Мелани Хоффманн за сборную Германии | Голы Мелани Хоффманн за сборную Германии | Голы Мелани Хоффманн за сборную Германии | Голы Мелани Хоффманн за сборную Германии | Голы Мелани Хоффманн за сборную Германии | Голы Мелани Хоффманн за сборную Германии |
| №                                        | Дата                                     | Место                                    | Соперник                                 | Счёт                                     | Итог                                     | Турнир                                   |
| ---------------------------------------- | ---------------------------------------- | ---------------------------------------- | ---------------------------------------- | ---------------------------------------- | ---------------------------------------- | ---------------------------------------- |
| 1.                                       | 25 июня 1998                             | Фентон, США                              | США                                      | 1–0                                      | 1–1                                      | Товарищеский матч                        |
| 2.                                       | 17 сентября 1998                         | Германия                                 | Украина                                  | 5–0                                      | 5–0                                      | Чемпионат мира 2009 (отбор)              |

## Достижения

### Клубные
- Чемпионат Германии: чемпион (1) 1999/00; серебряный призёр (3) 1996/97, 1998/99, 2004/05
- Кубок Германии: победитель (1) 1997/98; серебряный призёр (2) 1998/99, 2002/03

### В сборной
- Чемпионат мира: серебряный призёр (1) 1995
- Чемпионат Европы: победитель (1) 1997
- Олимпийские игры: бронзовый призёр (1) 2000